# Emperador de Haití
El Emperador de Haití fue el título ostentado por los Jefes de Estado de Haití durante dos periodos. 
| Primer Imperio  | Período  | Coronación           | Emperador  | Consorte             |
| Primer Imperio  | 18041806 | 6 de octubre de 1804 | Jacques I  | María Clara de Haití |
| Reino           | Período  | Coronación           | Rey        | Consorte             |
| Reino           | 18061820 | 1811                 | Henri I    | María Luisa de Haití |
| Segundo Imperio | Período  | Coronación           | Emperador  | Consorte             |
| Segundo Imperio | 18471859 | 26 de agosto de 1849 | Faustino I | Adelina de Haití     |